# Якуб Берман
Якуб Берман (пол. Jakub Berman; 24 грудня 1901, Варшава, Королівство Польське, Російська імперія — 10 квітня 1984, Варшава, ПНР) — польський комуністичний політик єврейського походження, член вищого партійно-державного керівництва у 1945—1956 роках. Один із керівників ПРП, у 1948—1956 роках — член Політбюро ЦК ПОРП, у 1954—1956 роках — віцепрем'єр ПНР. Керував спецслужбами та каральними органами, ідеологічним апаратом, системою освіти. Перебував у Комісії з безпеки ЦК ПОРП, опікувався Міністерством громадської безпеки. Разом з Болеславом Берутом і Хіларі Мінцем, належав до «урядущого тріумвірату» ПНР. Провідник сталінської політики, організатор політичних репресій. Відсторонений від влади під час польської десталінізації другої половини 1950-х років.

## Навчання та компартія
Народився у сім'ї єврейської інтелігенції. У 1925 році закінчив юридичний факультет Варшавського університету. Науковим керівником Якуба Бермана був відомий соціолог-марксист Людвік Крживіцький. Проте спроба Крживіцького зарахувати Бермана до штату університету як свого помічника не вдалася — керівництво відмовило через єврейське походження кандидата. Готував дисертацію, але не завершив її. У 1927—1939 роках працював у польському бюлетені Єврейського телеграфного агентства.
З юності Якуб Берман дотримувався комуністичних поглядів. Був пов'язаний з такими видатними представниками лівої гуманітарної інтелігенції, як Владислав Броневський, Ванда Василевська, Александер Ват. У 1924 році, студентом університету, вступив до Комуністичного союзу польської молоді. З 1928 року — член Комуністичної партії Польщі (КПП). Швидко висунувся до керівництва КПП, опікувався організаціями комуністичної інтелігенції й органами партійної пропаганди. Декілька разів заарештовувався владою, але швидко звільнявся.

## Комуністичний функціонер у СРСР
Після початку Другої світової війни у вересні 1939 року Якуб Берман утік у Білосток, який перебував у радянській зоні окупації Польщі. Навесні 1941 року перебрався до Мінська. Прийняв громадянство СРСР, з Варшави до нього перебралися дружина та донька. Був редактором газети «Sztandar Wolności» («Прапор Свободи») — польськомовному виданні Комуністичної партії Білорусії.
Влітку 1941 року, після німецького вторгнення до Радянського Союзу, Берман із сім'єю дістався Москви. Певний час працював у редакції Радіо Костюшко, яку очолювала Софія Дзержинська. У вересні разом із редакцією переведений до Уфи, де став інструктором у школі Комінтерну. Проводив політичне навчання активістів комуністичної Польської робітничої партії (ПРП).
Якуб Берман був одним з організаторів і керівників Спілки польських патріотів. У цій якості у грудні 1943 року брав участь у кремлівському прийомі та мав розмову з Йосипом Сталіним. Завоювавши його довіру, Берман закріпився у керівництві польських комуністичних організацій СРСР. З січня 1944 року увійшов до Центрального бюро польських комуністів (CBKP) — секретного органу при ЦК ВКП(б), який здійснював керівництво польським комуністичним рухом і першою польською армією на радянській території. Формально головою CBKP був Александр Завадський, реально очолював Якуб Берман. Члени CBKP склали більшість у Політбюро ЦК ПРП. Таким чином, Якуб Берман став одним з найвищих керівників партії, до якої невдовзі перейшла влада у Польщі під егідою СРСР.

## Партійно-державний керівник

### В урядущому тріумвіраті
У липні 1944 року Якуб Берман був співзасновником Польського комітету національного визволення (ПКНВ) та співавтором його програмного Маніфесту. Був заступником начальника департаменту закордонних справ ПКНВ, членом Крайової Ради Народової. У травні 1945 року призначений заступником держсекретаря президії Тимчасового уряду Республіки Польща Едварда Осубки-Моравського. Залишався на цій посаді у Тимчасовому уряді національної єдності та наступних урядах Юзефа Циранкевича та Болеслава Берута. З листопада 1952 року до лютого 1954 року — член президії Ради міністрів (цей неформальний орган включав прем'єр-міністра Берута та його довірених функціонерів). З березня 1954 року до травня 1956 року — віцепрем'єр у кабінеті Циранкевича.
Урядові посади Бермана не були ключовими — його реальна влада ґрунтувалася на становищі не у Раді міністрів, а у Політбюро ЦК ПРП, з 1948 року — Політбюро ЦК ПОРП. У партійному керівництві Якуб Берман був членом урядущого сталінського тріумвірату, разом із Болеславом Берутом та Хіларі Мінцем. Берут був першою особою партійно-державного апарату, Мінц визначав економічну політику, Берман керував каральними органами, ідеологією та пропагандою. При цьому Берман перевершував за впливом Мінця та розглядався як другий після Берута у партії та державі. У свій час він вважався «сірим кардиналом» керівництва.
Спочатку Берман схилявся до відносно помірної «національної політики». Він навіть відзначав різницю між поняттями «комуністична партія» (якою була КПП) і «робоча партія» (якою була ПРП). Але швидко засвоїв сталінський курс на радянізацію, перейшов на ортодоксально-комуністичні позиції. З ім'ям Бермана були пов'язані масштабні ідеологічні кампанії, насадження структур комуністичної держави та реального соціалізму.
Водночас за повної політичної лояльності до Радянського Союзу, Берман і Мінц намагалися відстоювати деякі економічні інтереси Польщі. Вони доклали зусиль, щоб утримати колишні німецькі промислові активи від вивезення до СРСР, зберегти національну залізничну мережу, пов'язану з Німеччиною та Західною Європою. Це викликало невдоволення Сталіна, який у 1949 році порушив питання про арешт Бермана. Проте Беруту, на превеликий подив багатьох, вдалося відстояти сподвижника по тріумвірату.
Деякі сучасні польські джерела пов'язують ортодоксальний комунізм, сталінізм і прорадянську орієнтацію Бермана з його етнічним походженням, стверджують, що політичний курс визначався національною агресією, стратегією «єврейського домінування». Однак при цьому робляться посилання на якісь «таємні доповіді» неочевидного авторства. Жодного перевіреного підтвердження ці версії не мають.

### На чолі репресивного апарату
Якуб Берман опікувався партійною лінією спочатку Відомство громадської безпеки ПКНВ, потім Міністерство громадської безпеки (МГБ, польський аналог НКВС), йому підпорядковувся міністр Станіслав Радкевич. Через МГБ у віданні Бермана знаходилися Громадянська міліція, Корпус внутрішньої безпеки, Добровільний резерв цивільної міліції (бойова організація ППР/ПОРП), прикордонні війська, тюремна та пожежна служби. Разом із Берутом він очолював Комісію з безпеки ЦК ПОРП — головний координаційний орган політичних репресій.
Провести у вересні місяці у кожному воєводстві щонайменше один публічний процес проти реакціонерів. Відповідальним за проведення цієї акції призначити товариша Бермана.

Постанова Політбюро ЦК ПРП від 22 серпня 1945 року
У цій ролі Берман опікувався політичним терором проти противників комуністичного режиму. Репресіям піддавалися учасники антикомуністичного опору, представники буржуазії, землевласники, заможні селяни, члени довоєнних партій (праві, прихильники Станіслава Миколайчика, опозиційні соціалісти), католицькі, профспілкові та громадські активісти, звичайні громадяни, запідозрені у нелояльності, нарешті, комуністи, які зазнали поразки у боротьбі за владу . За поданням керованих Берманом структур лише у судовому порядку було винесено понад 6 тисяч смертних вироків (переважно членам Армії Крайова та католицьким священнослужителям). Кількість політв'язнів становила щонайменше 200 тисяч осіб.
З грудня року до березня 1954 року Якуб Берман як секретар ЦК курирував також систему освіти. Ця функція забезпечувала йому контроль над ідеологічним і пропагандистським апаратом ПОРП.

## Відставка під час «відлиги»
Смерть Сталіна, XX з'їзд КПРС та Хрущовська відлига неминуче спричиняли політичні зміни у Польщі. В умовах змін Якуб Берман спробував дещо змінити політичний курс і свій імідж. Так, у 1955 році він санкціонував створення молодіжного дискусійного клубу «Криве коло» (який згодом зіграв помітну роль у громадських перетвореннях). Однак для всієї країни Берман уособлював сталінський курс ПОРП, особливо репресивний бік.
Після смерті першого секретаря ПОРП Болеслава Берута та приходу до влади Владислава Гомулки у 1956 році розпочалася обмежена лібералізація режиму ПНР. Якуба Бермана було притягнуто до партійної відповідальності за масові «порушення соціалістичної законності» у період правління Берута. Деякі функціонери держбезпеки — зокрема, генерал Ромковський, заступник міністра Радкевича, та полковник Ружанський, начальник слідчого департаменту МГБ — постали перед судом й отримали тюремні строки; були звільнені полковник Анджеєвський, полковник Чаплицький, полковник Брістігер. Усі вони були помітними постатями «єврейської групи Бермана» у МГБ. Набирала ходу і критика самого Бермана (наприклад, Александр Завадський на пленумі ЦК нагадував йому «єврейське буржуазне походження»). Сильно підірвали позиції Бермана скандали у спецслужбах, особливо втеча до Західного Берліна підполковника Святло.
У порядку десталінізації у 1957 році Якуб Берман був виведений з Політбюро та ЦК. Пленум ЦК поклав на Бермана, а також Радкевича основну відповідальність за «перекоси у діяльності колишнього Міністерства громадської безпеки». Берман виступив з ритуалом «самокритики» та «визнання помилок», але при цьому стверджував, ніби запобіг «ще гіршим ексцесам», які нібито нав'язував польській держбезпеці Берія. У 1958 році Берман був виключений з ПОРП. У партії виникла тенденція списувати саме та лише на Бермана всі негативні явища 1940-1950-х років.
Після вигнання з керівництва та виключення з партії Якуб Берман працював лектором у державному видавництві «Книга та Знання» (пол. «Książka i Wiedza»).

## Пенсія, аварія, смерть
З 1969 року (після антисемітської кампанії) Якуб Берман перебував на пенсії. Жив приватним життям, спілкувався з рідними та знайомими. За правління Едварда Герека та Войцеха Ярузельського перебував у тіні, без будь-якої публічності. У політичних подіях — робітниче повстання 1970 року на Балтійському узбережжі, конфронтація ПОРП із Солідарністю — участі не брав.
У 1980 році Берман потрапив у важку автомобільну аварію, після якої провів у лікарнях близько півтора року. Помер через чотири роки після аварії у 82-річному віці. Похований на цвинтарі Військові Повонзки.

## Родинні зв'язки
Якуб Берман мав двох братів і двох сестер. Адольф Берман був активістом сіоністського руху та комуністичним політиком в Ізраїлі. Мечислав Берман загинув у Треблінці. Анна Волек втратила у Треблінці чоловіка та доньку. Ірена Олецька — відомий польський педагог.
Протягом 50 років Якуб Берман був одружений з лікарем-стоматологом Густавою Грінберг. Їхня дочка Люцина була дружиною відомого історика Фелікса Тиха. Люцина Берман-Тих видала книгу «Tak, jestem corka Jakuba Bermana» («Так, я дочка Якуба Бермана»). Вона навела багато фактів і виклала своє розуміння подій, у яких її батько постає масштабною та неоднозначною фігурою.
Існують обґрунтовані припущення про позашлюбний зв'язок Бермана з начальницею V (політичного) департаменту МГБ Юлією Брістігер (на прізвисько «Кривавий Місяць»).

## Біографічне дослідження
У 2009 році видавництво Інституту національної пам'яті випустило монографію історика Анни Собур-Свідерської «Jakub Berman. Biografia komunisty» («Якуб Берман. Біографія комуніста»). В анотації Берман схарактеризований як «один із найспірніших політиків післявоєнної Польщі».